# Sachokiella macrochlamys
Sachokiella macrochlamys là loài thực vật có hoa trong họ Hoa chuông. Loài này được (Boiss. & A.Huet) Kolak. miêu tả khoa học đầu tiên năm 1985.